# 亚细亚号列车

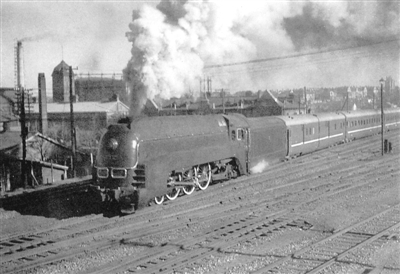
亞細亞號列車

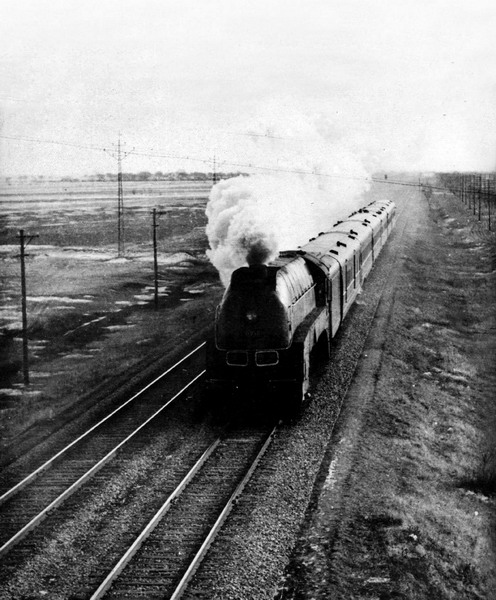
亞細亞號列車

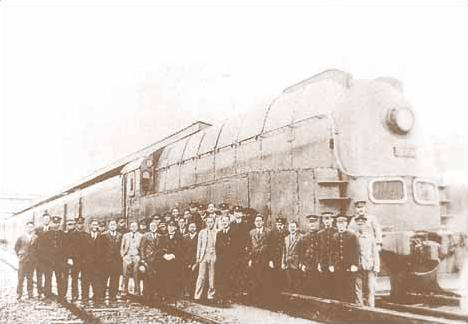
亚细亚号试运行（1934年）

亚细亚号特快列车（日语：あじあ号），是满洲国期间南满洲铁道株式会社所属的著名超特急列车。1934年至1943年运营于南满铁路新京至大连区间，1935年9月1日运营区间向北延伸至哈尔滨。

## 概况
满铁将亚细亚号定为“超特急”快车。亚细亚号舒适快捷，为了抵御满洲地区的大陆性天气而采用密闭式双层车窗，全列车配备美国开利公司制造的空调装置，以及电动按钮控制的可调节自动式座椅。列车编组为6节车厢，机车之后为行李车、两节三等车厢（定员88人）、餐车、一节二等车厢（定员68人）和一节流线型头等向後展望车（尾车，視野向後方，定员48人）。日本給亚细亚号一共制造了24节车厢，编为4列，1935年又生产了2节头等豪華车厢。
此外，牵引亚细亚号的太平洋7型机车（当时也叫“ pashina”型）是当时世界上时速最高的高性能蒸汽机车之一，车头外部呈流线型，动轮直径达两米，可装载37吨水和12吨煤炭，由日本川崎重工業株式會社车辆厂制造9台，由大连沙河口满铁车辆厂组装3台，全部在满洲国服役。因為滿洲國是標準軌，机车的最高测试时速为130公里，甚至远远领先于本土最高时速95公里的日本铁道省的机车。
1934年11月1日，亚细亚号首次运行，创造了以7个半小时跑完新京到大连全程701.4公里的纪录，途中停车只有大石桥、鞍山、奉天、四平4个车站。亚细亚号常态运营为共有的两组列车，每日上午由新京和大连对开，完成大连至新京间的运行，所需时间为8小时30分（中途不停车），平均运营速度为每小時85公里。1935年9月，亚细亚号的运营区间延长至哈尔滨。

## 戰後與保存
由于太平洋战争局势恶化，亚细亚号于1943年2月停止运行。一列车厢在苏军占领中国东北时被偷走运往苏联，另一组列车滯留在中国，其他车厢下落不明。

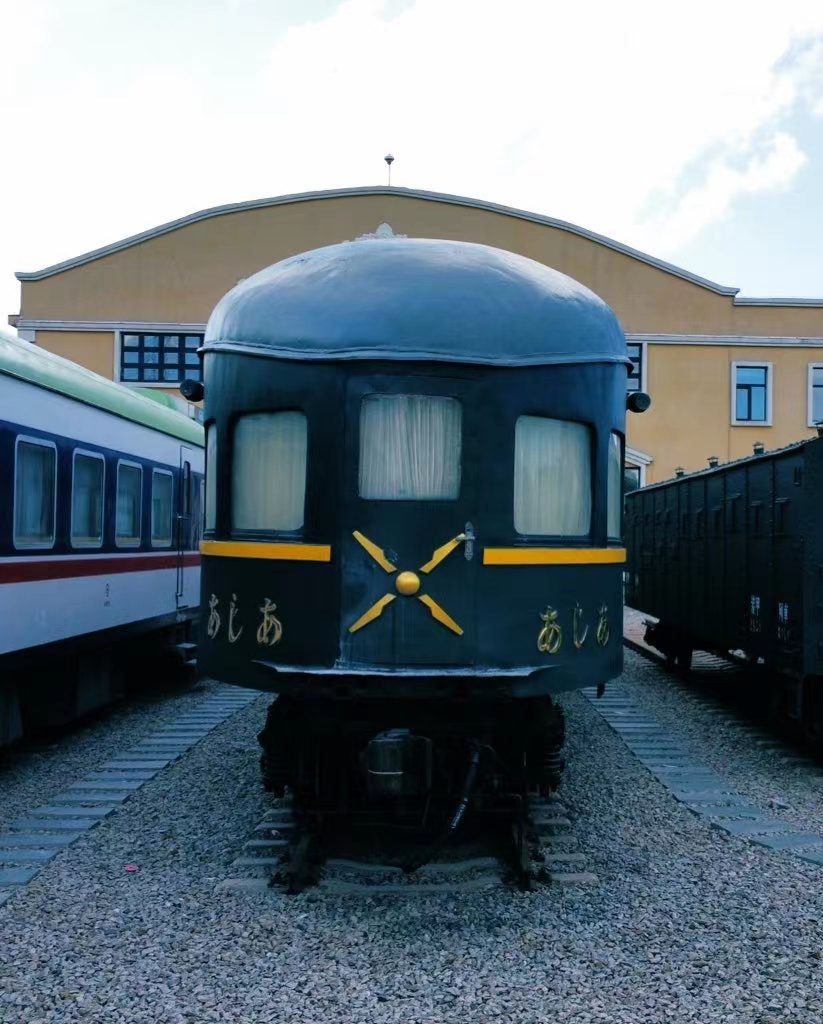
亞細亞展望車

亚细亚号的牵引机车（现称SL-7，即勝利7型）现存2台：751号、757号，现被沈阳铁路陈列馆收藏；
亚细亚号一辆展望车车厢，现存于一面坡铁道博物馆内；
類似於亚细亚号的两节头等展望车的大陆号头等客卧展望车厢在1949年后成为中国铁道部部长吕正操和滕代远的专车，采用GW（公务车）的车厢编号，现均保存于北京中国铁道博物馆。

## 時刻表

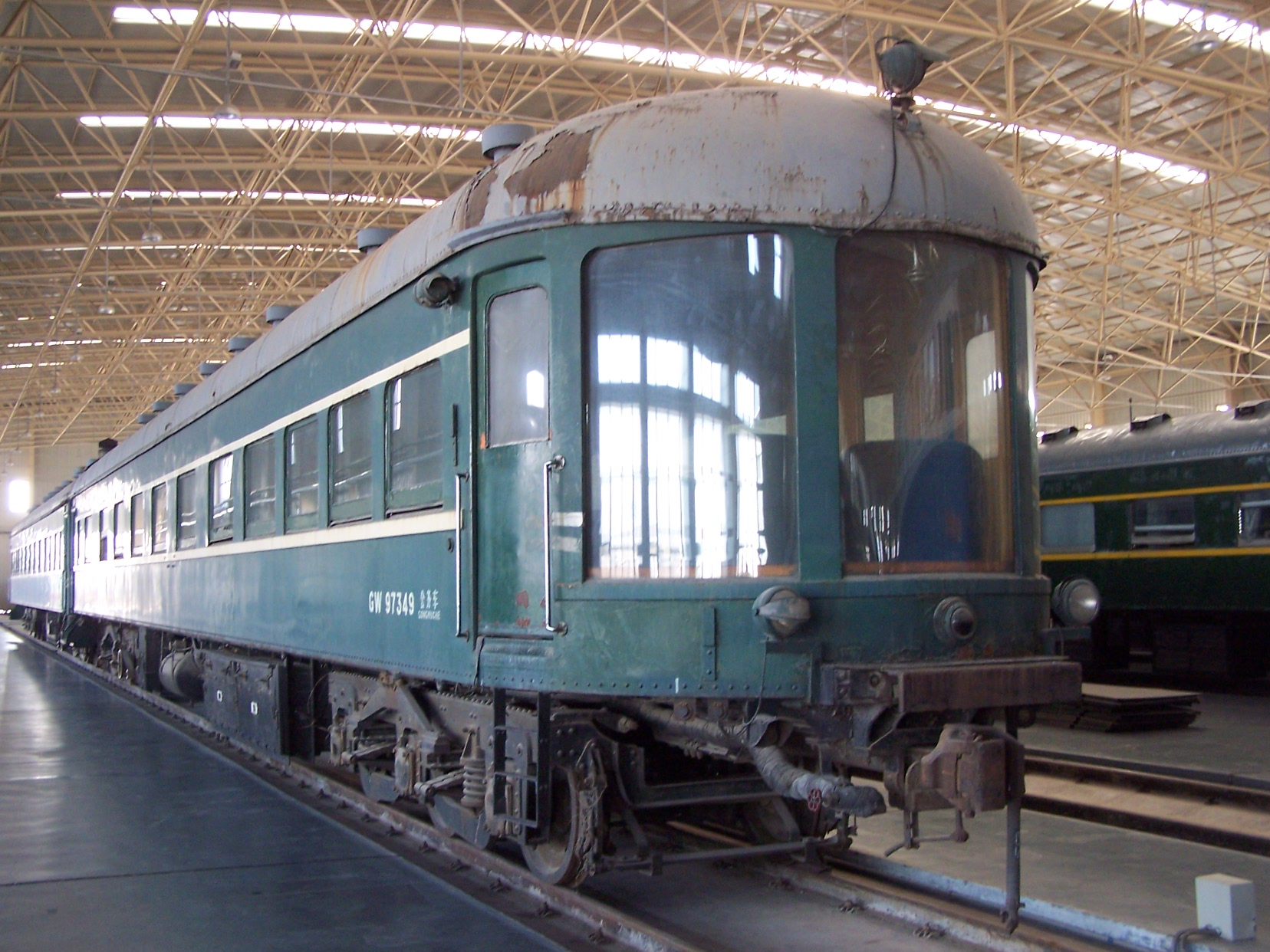
華北交通的大陆号用頭等客臥展望车是源自亞細亞號頭等展望車之設計，1949年后成为中国铁道部长滕代远和吕正操的专车。拍摄于北京中国铁道博物馆

| 站名   | 到达时间 | 发车时间 | 运价里程 （km） |
| ------ | -------- | -------- | --------------- |
| 下行   |          |          |                 |
| 大连   | -        | 08:55    | 0               |
| 普兰店 | -        | -        | 77.2            |
| 大石桥 | 11:45    | 11:50    | 239.5           |
| 鞍山   | 12:37    | -        | 307.3           |
| 奉天   | 13:44    | 13:50    | 396.6           |
| 四平街 | 15:57    | 16:01    | 585.9           |
| 新京   | 17:20    | 17:30    | 701.4           |
| 德惠   | 18:47    | -        | 781.5           |
| 双城堡 | 20:39    | -        | 892.6           |
| 哈尔滨 | 21:30    | -        | 943.4           |
| 上行   |          |          |                 |
| 哈尔滨 | -        | 09:00    | 0               |
| 双城堡 | 10:23    | -        | 50.8            |
| 德惠   | 12:14    | -        | 161.9           |
| 新京   | 13:30    | 13:40    | 242.0           |
| 四平街 | 15:00    | 15:04    | 357.5           |
| 奉天   | 17:09    | 17:15    | 546.8           |
| 鞍山   | 18:21    | -        | 636.1           |
| 大石桥 | 19:08    | 19:13    | 703.9           |
| 普兰店 | 21:08    | -        | 866.2           |
| 大连   | 22:05    | -        | 943.4           |

## 其他
2000年初，日本航空与大连东北国际旅行社合作推出了一辆新亚细亚号展望车，编号为TZ010408，定员40人，由内燃机车或轨道车牵引，运行于旅顺支线周水子站与旅顺站之间，游客可在沿途车站下车观光。该列车仅为团体旅客开行，票价每人1000元人民币。